# Hemieuryale
Hemieuryale is een geslacht van slangsterren, en het typegeslacht van de familie Hemieuryalidae.

## Soorten
- Hemieuryale parva Kutscher & Jagt, 2000 †
- Hemieuryale pustulata v. Martens, 1867